# Lappa edulis
Lappa edulis là một loài thực vật có hoa trong họ Cúc. Loài này được Siebold ex Miq. mô tả khoa học đầu tiên.